# Операція «Підтримка демократії»
Операція «Підтримка демократії» (англ. Operation Uphold Democracy) — військова операція збройних сил США з вторгнення на основі резолюції ООН № 940 від 31 липня 1994 року на територію Гаїті з метою повалення військової хунти, що захопила владу в країні у наслідок антиконституційного перевороту в 1991 році та відновлення влади законно обраного президента країни Жан-Бертрана Арістіда.

## Передумови
У грудні 1990 року харизматичний римсько-католицький священик Жан-Бертран Арістід переміг на президентських виборах у Гаїті, здобувши 67 % голосів місцевого населення. Вибори були визнані світовою спільнотою й 7 лютого 1991 року Ж.-Б. Арістід вступив у посаду президента країни. Однак, через незадоволення результатами обрання голови держави, гаїтянське військове керівництво виступило проти законно обраного президента й у вересні 1991 року він був змушений втекти з Гаїті спочатку до Венесуели, а потім до США. З жовтня 1991 до червня 1992 року Ж. Нерет де-факто очолював незаконний уряд республіки, а у червні 1992 року парламент визначив М. Базена прем'єр-міністром Гаїті, який по суті керував державою, за відсутності лідера на посади президента країни. У червні 1993 року ООН ввело ембарго на нафту та зброю, що змусило гаїтянський генералітет сісти за стіл переговорів.
3 липня 1993 року Президент країни Жан-Бертран Арістід та головнокомандувач збройних сил країни генерал-лейтенант Р. Седра підписали в Говернорс мирну угоду, яка передбачала поступовий 10-кроковий процес відновлення конституційного ладу в країні та передачі її законно обраному президенту по поверненню до 30 жовтня 1993 року.
Однак, гаїтянські військовики зірвали мирний процес, політична та правова ситуація в країні різко загострилась, Гаїті охопили масові факти репресій, вбивств, тортур та зґвалтувань, тому ООН відновила свої економічні санкції.
31 липня 1994 року ООН прийняла резолюцію 940, яка авторизувала право усіх членів Об'єднаних Націй до застосування будь-яких засобів для скидання військової хунти в країні й відновлення президентства Арістіда.

## Операція
США перейняли на себе зобов'язання лідируючої нації у формуванні багатонаціональних сил для проведення військової операції під кодовим найменуванням «Підтримка демократії» з повалення антиконституційної влади на Гаїті. 19 вересня 1994 року Багатонаціональні сили для Гаїті (англ. Multinational Force for Haiti (MNF)) розпочали миротворчу операцію з вторгнення до країни. Елементи сил, що базувались на Пуерто-Рико та в Південній Флориді підготувались до висадки масштабного повітряного десанту, якому передувала висадка передових підрозділів Об'єднаного командування спеціальних операцій (75-й полк рейнджерів, 3-тя група спецоперацій і 7-ма авіаційна транспортна група).
19 вересня 1994 року понад 100 військово-транспортних літаків з 3 900 десантниками 82-ї повітряно-десантної дивізії злетіли з бази Форт Брегг і взяли курс на Гаїті. Але через кілька хвилин, коли американці запевнились, що гаїтянські військові погодились з умовами проведення операції мирним шляхом та не чинитимуть опір, був даний відбій і повітряна армада повернула назад. Генерал Р. Седра розпорядився розібрати барикади і не перешкоджати висадці американського морського десанту, покликаного здійснити зміну режиму. Того ж дня 3 000 морських піхотинців висадилися на Гаїті. 1-ша бригада 10-ї гірсько-піхотної дивізії висадилась в порту Порт-о-Пренс з борту авіаносця USS «Дуайт Ейзенхауер».
Сполучення загроз з демонстрацією могутньої сили та вмілі, 11-годинні переговори з представниками гаїтянської хунти здобули відмінні результати. Багатонаціональні сили загальною чисельністю 20 000 американських і ще 2 000 вояків з інших країн висадились на узбережжя Гаїті не зустрічаючи опір з боку місцевих сил. Головними завданнями цього угруповання було відновлення демократичного порядку у державі, ліквідація військового режиму, повернення президента Арістіда до влади, встановлення умов безпеки в містах та на ключових об'єктах, допомога з реабілітацією цивільного правління, тренування поліцейських сил та допомога в проведенні виборів. Значну роль у реалізації цих завдань зіграли сили спеціальних операцій особливо у сільській місцевості.
Операція «Підтримка демократії» мала значний успіх. 31 березня 1995 року американський контингент передав усі повноваження миротворчій місії ООН у Гаїті.

## Відео
- Operation Uphold Democracy (1994—1994)